# Journal of Cryptology
Das Journal of Cryptology (oft abgekürzt mit JoC) ist das offizielle Publikationsorgan der International Association for Cryptologic Research (IACR). Die Zeitschrift erscheint seit 1988 und veröffentlicht jährlich vier Hefte. Thematisch will die vom Springer-Verlag publizierte Zeitschrift ein Organ für die Veröffentlichung von Originalarbeiten aus dem Arbeitsbereich der modernen Informationssicherheit sein.
Derzeit sind der Däne Ivan Damgård und der US-Amerikaner Matthew Franklin Chefredakteur der Zeitschrift. Mit 11 Publikationen ist der Israeli Yehuda Lindell der Autor mit den meisten Publikationen im JoC.